# Lagomorfă
Lagomorfele sunt membrele ordinului taxonomic Lagomorpha, care cuprinde două familii vii, Leporidae (iepuri) și Ochotonidae (iepuri fluierători). Numele ordinului este derivat din cuvântul din greaca antică lagos (λαγώς, „iepure propriu-zis”) + morphē (μορφή, „formă”).

## Taxonomie și istorie evolutivă

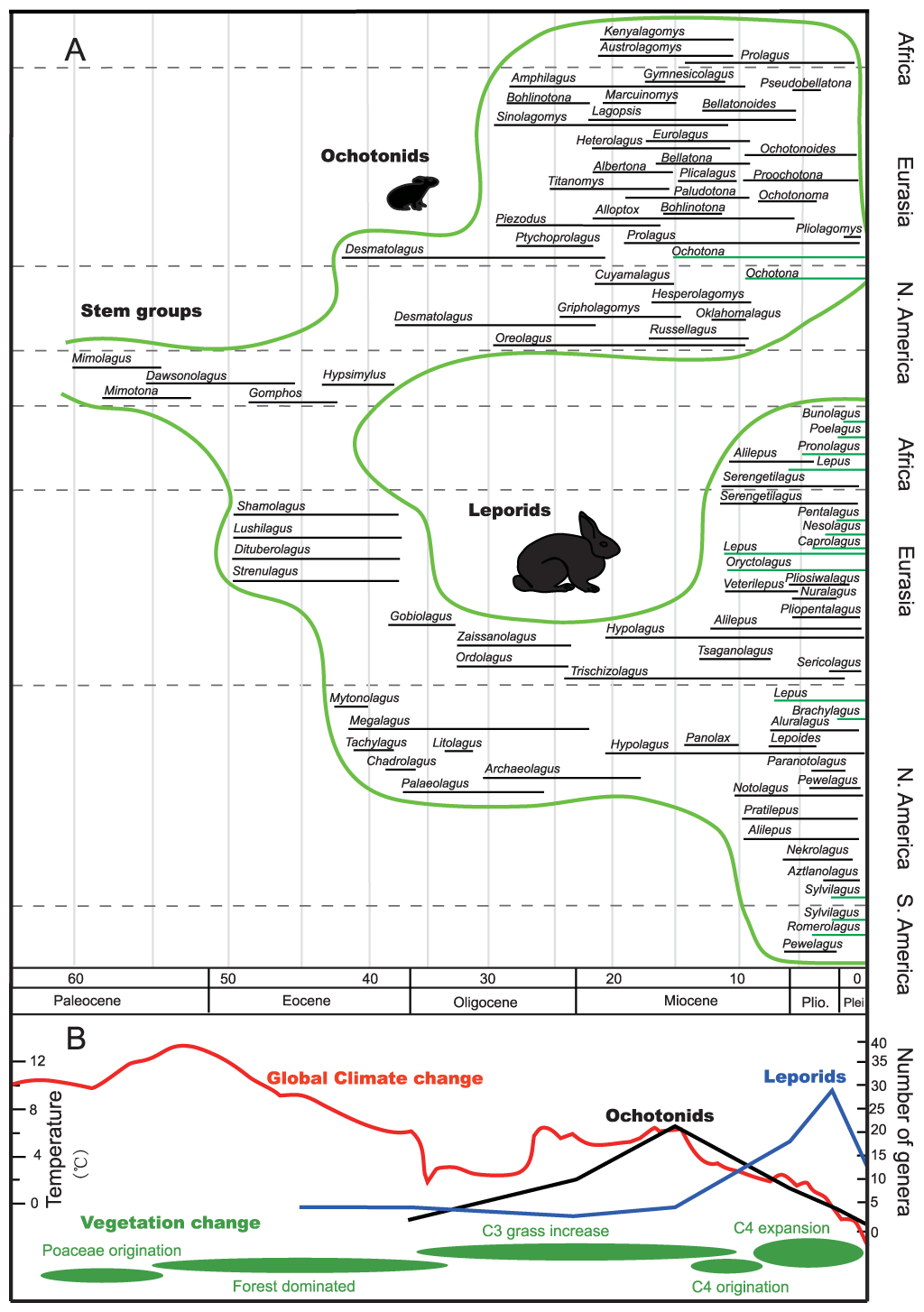
Apariții fosile de iepuri și mamifere din familia Ochotonidae și schimbări globale de mediu (schimbări climatice, răspândirea de C_{3}/C_{4} provocată de plante)

Alte nume utilizate pentru acest ordin, acum considerate sinonime, includ: Duplicidentata - Illiger, 1811; Leporida - Averianov, 1999; Neolagomorpha - Averianov, 1999; Ochotonida - Averianov, 1999; și Palarodentia - Haeckel, 1895, Lilian, 2016.
Istoria evolutivă a lagomorfelor este încă neînțeleasă bine. Până recent, a fost acceptat în general că Eurymylus, care trăia în estul Asiei și datează din Paleocenul târziu sau Eocenul timpuriu, era un strămoș al lagomorfelor. Examinare mai recentă a evidenței fosilelor sugerează că lagomorfele ar fi provenit din Anagaloidea, în timp ce Eurymylus era înrudit mai strâns cu rozătoarele (deși nu un strămoș direct). Iepurii (familia Leporidae) au apărut pentru prima oară în Eocenul târziu și s-au răspândit rapid pe cuprinsul Emisferei nordice; au prezentat un trend înspre creșterea membrelor din spate pe măsură ce s-a dezvoltat pasul săltăreț modern. Iepurii fluierători (familia Ochotonidae) au apărut ceva mai târziu în timpul Oligocenului, în estul Asiei.
Lagomorfele au fost cu siguranță mai diverse în trecut decât în prezent, cu circa 75 de genuri și peste 230 de specii reprezentate în înregistrarea fosilelor și multe alte specii într-un singur biom. Aceasta este o dovadă că descendențele lagomorfelor sunt în scădere.
Descoperiri recente sugerează origine indiană a ordinului, acesta posibil să fi evoluat în izolare când India era un continent-insulă în timpul Paleocenului.

## Caracteristici
Lagomorfele sunt similare cu alte mamifere prin faptul că toate au fire de păr, patru membre (adică sunt tetrapode), glande mamare și sânge cald.

### Diferențe dintre lagomorfe și alte mamifere
În ciuda istoriei evolutive între lagomorfe și rozătoare, cele două ordine au câteva diferențe majore: în primul rând, lagomorfele au patru incisivi la falca superioară, pe când rozătoarele (Rodentia) au numai doi. De asemenea, lagomorfele sunt aproape strict erbivore, spre deosebire de rozătoare, dintre care multe mănâncă atât carne, cât și materie vegetală. Sunt similare cu rozătoarele în faptul că dinții incisivi le cresc continuu de-a lungul vieților lor, prin urmare trebuind să mestece continuu hrană fibroasă pentru a preveni atingerea unei lungimi excesive a dinților. Lagomorfele și rozătoarele formează clada Glires.
Lagomorfele sunt neobișnuite printre mamiferele terestre prin faptul că femelele sunt mai mari decât masculii. Acest aspect este extrem de rar printre mamiferele terestre.

### Diferențe dintre familiile de lagomorfe
Iepurii se deplasează prin sărit, împingându-se cu puternicele picioare din spate și utilizându-și picioarele din față pentru a atenua impactul la aterizare. Iepurilor fluierători le lipsesc anumite modificări ale scheletului, precum craniul arcuit puternic, o poziție verticală a capului, picioare din spate lungi și picioare puternice. De asemenea, acestea au o regiune nazală scurtă.

## Răspândire
Lagomorfele sunt răspândite pe cuprinsul lumii și se găsesc pe orice continent al Pământului cu excepția Antarctidei. Totuși, nu se găsesc în majoritatea porțiunii sudice a Americii de Sud, în Indiile Occidentale, Indonezia sau Madagascar și nici pe multe insule. Deși nu sunt originare din Australia, oamenii le-au introdus aici⁠(en)[traduceți], iar acestea au colonizat cu succes multe părți ale țării și au provocat perturbări speciilor native.

## Biologie

### Digestie

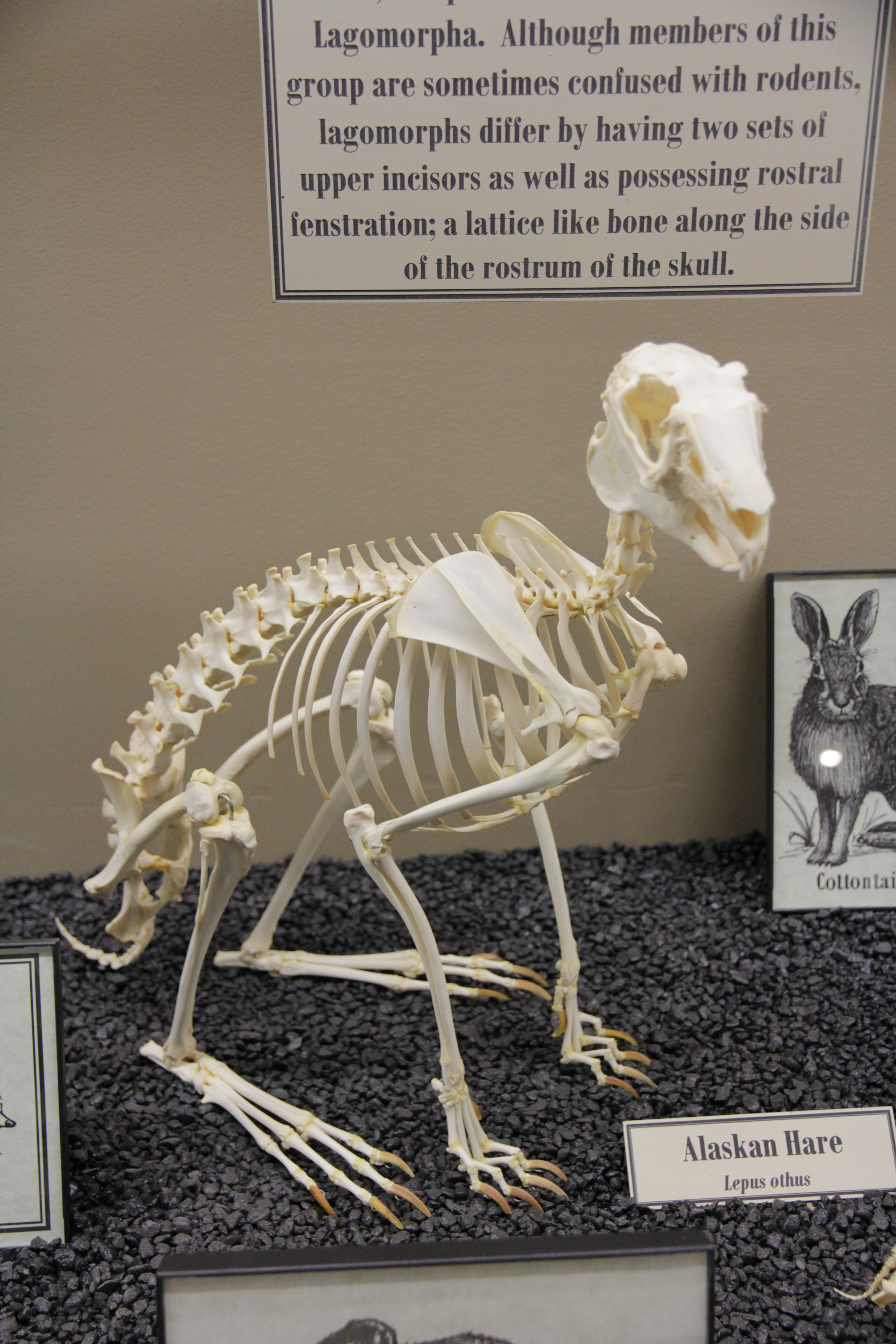
Scheletul unui iepure arctic (Museum of Osteology)

La fel ca alte erbivore, lagomorfele au de a face cu o dietă voluminoasă în care pereții celulelor sunt compuși din celuloză, o substanță pe care enzimele digestive ale mamiferelor nu o pot descompune. În ciuda acestui lucru, lagomorfele au dezvoltat un mod de a extrage substanțe nutritive maxime din dieta lor. Mai întâi mușcă și sfâșie țesuturile plantelor cu incisivii, iar apoi macină materialul cu molarii. Digestia continuă în stomac și intestinul mic unde sunt absorbiți nutrienții. După aceea, anumite rămășițe de hrană se abat în cecum. Aici sunt amestecate cu bacterii, drojdii și alte microorganisme care sunt capabile să digere celuloza și să o transforme în zahăr. Alte materii fecale trec prin colon și sunt eliminate în modul obișnuit, drept fecale mici, uscate. După circa 4 până la 8 ore de la masă, conținutul cecumului trece prin colon și este eliminat ca fecale moi, umede. Acestea sunt mâncate imediat de lagomorfă, care poate prin urmare să extragă toți nutrienții rămași în hrană.

### Naștere și viață timpurie
Multe lagomorfe se reproduc de câteva ori pe an și produc rânduri mari de pui. Acesta este în particular cazul speciilor care se reproduc în subteran, în medii protectoare precum vizuini. Puii iepurilor care nu fac parte din genul Lepus sunt născuți neajutorați și lipsiți de păr, după o perioadă de gestație scurtă, iar mama poate deveni din nou pregnantă aproape imediat după ce dă naștere. Mamele sunt capabile să lase acești juvenili în siguranță și să plece pentru a căuta hrană, întorcându-se la intervale de timp pentru a îi hrăni cu laptele lor neobișnuit de bogat. La unele specii, mama vizitează și hrănește rândul de pui doar o dată pe zi, dar juvenilii cresc rapid și sunt de obicei înțărcați într-o lună. Iepurii propriu-ziși (cei din genul Lepus) trăiesc la suprafață, iar juvenilii lor sunt născuți în vizuini scurte ascunși în vegetație. Au o strategie de a preveni prădătorii să le prindă urma rândurilor de pui urmând urmele de miros ale adulților. Se apropie și pleacă de la locul de adăpostire într-o serie de salturi imense, uneori deplasându-se în unghi drept cu direcția lor anterioară. Juvenilii se nasc ajutorați și cu păr, un număr mic fiind născut după o perioadă de gestație mai lungă.

## Clasificare

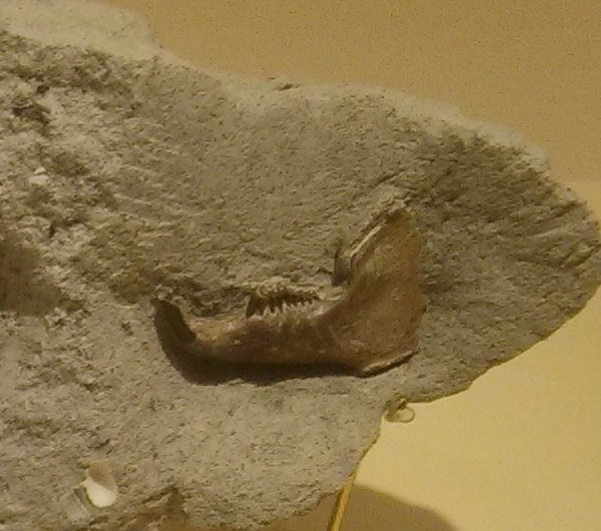
Falcă de Alloptox japonicus

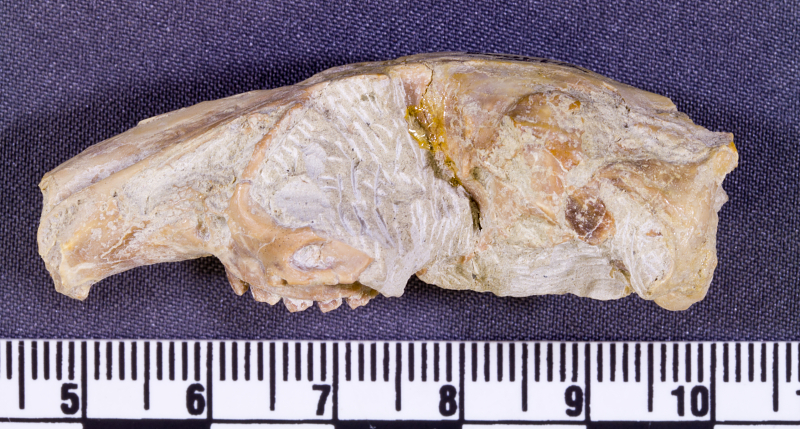
Craniu de Palaeolagus

### Genuri recente
- Ordinul Lagomorpha Brandt 1885[2][20]
  - Familia Leporidae Fischer de Waldheim 1817 (iepuri)
    - Subfamilia Leporinae Trouessart 1880
      - Genul Brachylagus
      - Genul Bunolagus
      - Genul Caprolagus Blyth 1845
      - Genul Lepus Linnaeus 1758
      - Genul Nesolagus Forsyth Major 1899
      - Genul Oryctolagus Lilljeborg 1874
      - Genul Pentalagus Lyon 1904
      - Genul Poelagus
      - Genul Pronolagus Lyon 1904
      - Genul Romerolagus Merriam 1896
      - Genul Sylvilagus Gray 1867

  - Familia Ochotonidae Thomas 1897 (iepuri fluierători)
    - Genul Ochotona Link 1795
    - Genul †Prolagus Pomel 1853 (considerat de unele organizații drept singurul membru al familiei Prolagidae)

### Genuri fosile
- Ordinul Lagomorpha Brandt 1885[2][20]
  - Familia Leporidae Fischer de Waldheim 1817 (iepuri)
    - Subfamilia † Archaeolaginae
      - Genul †Archaeolagus Dice 1917
      - Genul †Hypolagus Dice 1917
      - Genul †Notolagus Wilson 1938
      - Genul †Panolax Cope 1874

    - Subfamilia Leporinae Trouessart 1880
      - Genul †Alilepus Dice 1931
      - Genul †Nuralagus Lilljeborg 1874
      - Genul †Pliolagus Kormos 1934
      - Genul †Pliosiwalagus Patnaik 2001
      - Genul †Pratilepus Hibbard 1939
      - Genul †Serengetilagus Dietrich 1941

    - Subfamilia †Palaeolaginae Dice 1929
      - Tribul †Dasyporcina Gray 1825
        - Genul †Coelogenys Illiger 1811
        - Genul †Agispelagus Argyropulo 1939
        - Genul †Aluralagus Downey 1968
        - Genul †Austrolagomys Stromer 1926
        - Genul †Aztlanolagus Russell & Harris 1986
        - Genul †Chadrolagus Gawne 1978
        - Genul †Gobiolagus Burke 1941
        - Genul †Lagotherium Pictet 1853
        - Genul †Lepoides White 1988
        - Genul †Nekrolagus Hibbard 1939
        - Genul †Ordolagus de Muizon 1977
        - Genul †Paranotolagus Miller & Carranza-Castaneda 1982
        - Genul †Pewelagus White 1984
        - Genul †Pliopentalagus Gureev & Konkova 1964
        - Genul †Pronotolagus White 1991
        - Genul †Tachylagus Storer 1992
        - Genul †Trischizolagus Radulesco & Samson 1967
        - Genul †Veterilepus Radulesco & Samson 1967

      - Trib incertae sedis
        - Genul †Litolagus Dawson 1958
        - Genul †Megalagus Walker 1931
        - Genul †Mytonolagus Burke 1934
        - Genul †Palaeolagus Leidy 1856

  - Familia Ochotonidae Thomas 1897 (iepuri fluierători)
    - Genus †Alloptox Dawson 1961
    - Genul †Amphilagus Tobien 1974
    - Genul †Bellatona Dawson 1961
    - Genul †Cuyamalagus Hutchison & Lindsay 1974
    - Genul †Desmatolagus Matthew & Granger 1923
    - Genul †Gripholagomys Green 1972
    - Genul †Hesperolagomys Clark et al. 1964
    - Genul †Kenyalagomys MacInnes 1953
    - Genul †Lagopsis Schlosser 1894
    - Genul †Ochotonoides Teilhard de Jardin & Young 1931
    - Genul †Ochotonoma Sen 1998
    - Genul †Oklahomalagus Dalquest et al. 1996
    - Genul †Oreolagus Dice 1917
    - Genul †Piezodus Viret 1929
    - Genul †Russellagus Storer 1970
    - Genul †Sinolagomys Bohlin 1937
    - Genul †Titanomys von Meyer 1843

  - Familie incertae sedis
    - Genul †Eurolagus Lopez Martinez 1977
    - Genul †Hsiuannania Xu 1976
    - Genul †Hypsimylus Zhai 1977
    - Genul †Lushilagus Li 1965
    - Genul †Shamolagus Burke 1941

## Legături externe
- Materiale media legate de lagomorfe la Wikimedia Commons
- Date legate de lagomorfe la Wikispecies